# Amsvartner
Amsvartner was een Zweedse blackmetalband.

## Artiesten
- Jonathan Holmgren - gitaar
- Albin Johansson - basgitaar
- Alfred Johansson - drums
- Marcus Johansson - zang
- Daniel Nygaard - gitaar
- Mikko Savela - gitaar

## Discografie
- 1997 - The Trollish Mirror - (Blackend)
- 1999 - Dreams - (Blackend)